# Тамдытау
Тамдыта́у (узб. Tomditov tog‘lari) — горный массив в Узбекистане, в юго-западной части пустыни Кызылкум.
Массив Тамдытау состоит из широтных скалистых гряд, отдельных скалистых возвышенностей. Протяжённость его составляет около 60 км. Высшая точка — гора Актау (922 м). Массив сложен песчаниками, сланцами и известняками с интрузиями гранитов и гранодиоритов.